# Dead Man Walking (ópera)
Dead Man Walking es la primera ópera de Jake Heggie, con un libreto (basado en el libro homónimo de la hermana Helen Prejean, CSJ) por Terrence McNally; se estrenó el 7 de octubre de 2000 en el Teatro de Ópera War Memorial, de la Ópera de San Francisco.
Esta ópera se representa poco. En las estadísticas de Operabase, aparece la n.º 196 de las óperas representadas en 2005-2010, siendo la 5.ª en los Estados Unidos y la primera de Heggie, con 15 representaciones en el período.
En España, se estrenó el 26 de enero de 2018 en el Teatro Real de Madrid, logrando una calurosa ovación por parte del público.

## Personajes
| Personaje                                                                   | Tesitura            | Reparto del estreno, 7 de octubre de 2000 Director: Patrick Summers                   | Reparto del estreno en España, 26 de enero de 2018 Director: Mark Wigglesworth |
| --------------------------------------------------------------------------- | ------------------- | ------------------------------------------------------------------------------------- | ------------------------------------------------------------------------------ |
| Hermana Helen Prejean, monja                                                | mezzosoprano        | Susan Graham                                                                          | Joyce DiDonato                                                                 |
| Joseph De Rocher, asesino convicto                                          | barítono            | John Packard                                                                          | Michael Mayes                                                                  |
| Señora Patrick De Rocher, su madre                                          | mezzosoprano        | Frederica von Stade                                                                   | Maria Zifchak                                                                  |
| Su hijo de 19 años                                                          | tenor               | Eli Borggraefe                                                                        | Pablo García-López                                                             |
| Su hijo de 16 años                                                          | tenor               | Mario Sawaya                                                                          | Álvaro Martín                                                                  |
| Hermana Rose, colega de la hermana Helen                                    | soprano             | Theresa Hamm-Smith                                                                    | Measha Brueggergosman                                                          |
| Howard Boucher, padre del niño asesinado                                    | tenor               | Gary Rideout                                                                          | Vicenç Esteve                                                                  |
| Jade Boucher, madre del niño asesinado                                      | soprano             | Catherine Cook                                                                        | Marta de Castro                                                                |
| Owen Hart, padre de la niña asesinada                                       | barítono            | Robert Orth                                                                           | Toni Marsol                                                                    |
| Kitty Hart, madre de la niña asesinada                                      | soprano             | Nicolle Foland                                                                        | María Hinojosa                                                                 |
| Father Grenville, capellán en la Penitenciaría Estatal de Luisiana (Angola) | tenor               | Jay Hunter Morris                                                                     | Roger Padullés                                                                 |
| George Benton, guardián de la prisión                                       | barítono            | John Ames                                                                             | Damián del Castillo                                                            |
| Un policía a motor                                                          | barítono            |                                                                                       |                                                                                |
| Primer guarda de la prisión/Un policía motorizado                           | barítono            | David Okerlund                                                                        | Enric Martínez-Castignani                                                      |
| Segundo guarda de la prisión                                                | barítono            | Philip Horst                                                                          | Tomeu Bibiloni                                                                 |
| Hermana Lillianne, colega de la hermana Helen                               | mezzosoprano        | Sally Mouzon                                                                          | Marifé Nogales                                                                 |
| Hermana Catherine, colega de la hermana Helen                               | soprano             | Virginia Pluth                                                                        | Celia Alcedo                                                                   |
| Un paralegal                                                                |                     | Jim Croom                                                                             | Álvaro Vallejo                                                                 |
| Adolescente chico, víctima                                                  | papel mudo          | Sean San Jose                                                                         | Manuel Palazzo                                                                 |
| Adolescente chica, víctima                                                  | papel mudo          | Dawn Walters                                                                          | Diana Samper                                                                   |
| Orquesta                                                                    | Orquesta            | Orquesta de la Ópera de San Francisco                                                 | Orquesta titular del Teatro Real                                               |
| Coro                                                                        | Coro                | Coro de la Ópera de San Francisco                                                     | Coro titular del Teatro Real + Pequeños Cantores de la ORCAM                   |
| Producción                                                                  | Producción          | Lotfi Mansouri                                                                        |                                                                                |
| Dirección escénica                                                          | Dirección escénica  | Joe Mantello                                                                          | Leonard Foglia                                                                 |
| Diseño de escenario                                                         | Diseño de escenario | Michael Yeargen                                                                       | Michael McGarty                                                                |
| Diseño de vestuario                                                         | Diseño de vestuario | Sam Fleming                                                                           | Jess Goldstein                                                                 |
| Diseño de luz                                                               | Diseño de luz       | Jennifer Tipton                                                                       | Brian Nason                                                                    |
| Preparación musical                                                         | Preparación musical | Bryndon Hassman, Adelle Eslinger, John Churchwell, Ernest Frederick Knell, Sara Jobin |                                                                                |

## Argumento[1]

### Prólogo
En la Luisiana profunda, una joven pareja se ha citado junto a un lago. Mientras escuchan música y se besan, irrumpen los hermanos De Rocher. Todo transcurre en un momento de gran confusión: Anthony sujeta al chico mientras Joseph intenta violar a la chica. El muchacho, al oponer resistencia, es asesinado por Anthony de un disparo. La muchacha, al oír el disparo, comienza a gritar y Joseph, presa del pánico, la apuñala repetidamente hasta matarla.

### Acto I
En Hope House, un colegio religioso, la hermana Helen Prejean está enseñando un himno a un grupo de niños. Explica a sus hermanas que ha aceptado la petición de un recluso condenado a muerte para ser su consejera espiritual. Sus compañeras le advierten del riesgo que corre al aceptar tal petición, pero Helen les responde que está decidida pues lo considera su deber. A la llegada a la prisión, la recibe el padre Grenville, que le advierte que Joseph De Rocher es inaccesible y no conseguirá nada de él. A continuación la recibe el alcaide que igualmente le aconseja que desista de su propósito de asistir al recluso. Helen se mantiene firme en su decisión de entrevistarse con Joseph. Se celebra la entrevista y la hermana Helen encuentra a Joseph más cercano y comunicativo de lo que le habían dicho, por lo que está dispuesta a no tirar la toalla. De Rocher le pide que interceda por él ante el Comité de Indultos, a lo que ella accede. El día de la audiencia del Comité de Indultos, se presentan en la sala la madre y hermanos menores de Joseph, la hermana Helen y los padres de la pareja de adolescentes asesinados por Joseph. La madre hace un emotivo discurso en defensa de su hijo, mientras que los familiares de las víctimas se muestran indignados e incluso uno de los padres se enfrenta directamente a la hermana Helen y la acusa de estar del lado del asesino y no del de las víctimas. El Comité, finalmente, deniega el indulto y ya sólo la decisión del Gobernador del Estado podrá salvar a Joseph. Cuando la hermana Helen comunica a De Rocher la denegación del indulto, éste monta en cólera y acusa a la hermana de abandonarlo. Ella le asegura que no lo abandonará, pero él tiene que admitir su crimen y pedir perdón. De Rocher la rechaza. Helen, destrozada, comienza a tener visiones de sus hermanas y de sus propios alumnos que le recriminan por ayudar a un criminal; en este estado de gran confusión, le dan la noticia que el Gobernador del Estado también ha denegado el indulto y ella cae desmayada.

### Acto II
La tarde de la ejecución, la hermana Helen y De Rocher se encuentran en la celda, intentando aferrarse a cualquier tema ajeno a lo que va a suceder a continuación. Antes de marcharse, Helen insiste que reconozca su crimen y pida perdón por la atrocidad que cometió, pero el reo vuelve a rechazarla. A continuación le toca el turno de visitas a la madre. De Rocher intenta disculparse, pero la madre prefiere seguir pensando que su hijo es inocente. Los padres de las víctimas, que esperan la ejecución, preguntan a la hermana Helen si ha logrado una disculpa del asesino y ella tiene que reconocer que ha fracasado ante la consternación de las familias. Ante su inminente ejecución, John vuelve a ver por última vez a Helen. Esta vez el reo se derrumba y lo confiesa todo. La hermana Helen lo perdona y lo invita a mirarla a ella durante la ejecución, pues va intentar convertirse en su fuente de consuelo. Cuando el alcaide pregunta a De Rocher si quiere decir unas últimas palabras, éste pide perdón a los padres de los muchachos asesinados y lamenta el daño causado. Le inyectan a De Rocher la inyección letal y antes de expirar, encuentra fuerzas para decirle a la hermana Helen que la quiere.